# Port lotniczy Esparadinha
Port lotniczy Esparadinha – port lotniczy zlokalizowany w mieście Esparadinha, na wyspie Brava (Republika Zielonego Przylądka).